# Noširo (Akita)
Noširo (japonsky:能代市 Noširo-ši) je japonské město v prefektuře Akita na ostrově Honšú. Žije zde přes 54 tisíc obyvatel. Město je zmiňováno již v kronice Nihonšoki.

## Partnerská města
- Wrangler, Aljaška, Spojené státy americké (16. prosinec 1960)